# Rūdaki (cràter)
Rūdaki és un cràter d'impacte en el planeta Mercuri de 124 km de diàmetre. Porta el nom del poeta persa Rudaki (c. 859-940/941), i el seu nom va ser aprovat per la Unió Astronòmica Internacional el 1976.
Hi ha molts menys cràters secundaris al sòl de Rudaki i en una àmplia regió que l'envolta a l'oest, on hi ha planes llises, que en el terreny veí (excepte els petits cràters secundaris del gran cràter fresc a l'oest de Rudaki). Els estudis detallats de les imatges del Mariner 10 van portar a la conclusió que aquestes planes de Rudaki estaven formades per fluxos volcànics sobre la superfície de Mercuri.